# Alex Lynn
Alexander George Lynn (Goodmayes, 17 settembre 1993) è un pilota automobilistico britannico, pilota ufficiale della Cadillac impegnato nel Mondiale Endurance e nel Campionato IMSA WeatherTech SportsCar.
In carriera ha vinto la GP3 Series nel 2014, il Gran Premio di Macao nel 2017 e l'European Le Mans Series nel 2023.

## Carriera

### Karting e primi anni in monoposto
Lynn iniziò la sua carriera nel karting all'età di undici anni, quando corse per Andy Cox Racing. Nel 2008, dopo quattro anni nelle categorie Mini Max e JICA, si spostò nella KF2, al volante di un kart di Ricky Flynn Motorsport e chiuse il campionato britannico KF2 al 6º posto.
Nel 2009 Lynn debuttò in monoposto prendendo parte alla Winter Cup di Formula 3 britannica con una vettura di Fortec Motorsport: concluse 10º. Nella main series, chiuse la stagione nella medesima posizione, ma si aggiudicò la Graduate Cup per aver centrato il primo podio nell'ultimo evento della stagione, a Brands Hatch.
Lynn continuò a correre per Fortec nella Winter Series di Formula Renault britannica nel 2010 e nella main series della stessa categoria nel 2011 e vinse il titolo in entrambe le categorie, ottenendo rispettivamente tre (nella Winter Series) e dodici (nella main series) vittorie. Inoltre, ancora nel 2011, partecipò a due appuntamenti di Eurocup Formula Renault 2.0 all'Hungaroring e a Silverstone. Il suo miglior risultato fu un 2º posto a Silverstone.
Nell'intervallo di tempo tra la Winter Cup del 2010 e la main series di Formula Renault britannica del 2011, Lynn partecipò alla Toyota Racing Series con il team Giles Motorsport, concludendo 9º con una vittoria nella prima gara del campionato tenutasi a Teretonga Park. Lynn tornò in Nuova Zelanda nel gennaio 2013 per partecipare nuovamente al campionato, stavolta con la squadra M2 Competition. Con 4 pole position, 3 vittorie, 9 podi e 3 giri veloci, si classificò 2º, miglior piazzato tra i piloti internazionali

### Formula 3 e GP3 Series
Il 20 ottobre 2011, fu annunciato che Lynn avrebbe corso per Fortec Motorsport nel 2012, per il quarto anno consecutivo, in Formula 3 britannica. Nel frattempo, partecipò ad alcune gare di Formula 3 Euro Series. Lynn concluse la stagione 2012 di Formula 3 britannica al 4º posto, con una vittoria a Silverstone e altri 5 podi, oltre ad aver ottenuto 2 podi anche in Formula 3 Euro Series.
Nel novembre 2012, Lynn viaggiò a Macao per partecipare al prestigioso 59º Gran Premio di Macao. Lynn ottenne la pole position, il primo debuttante a riuscirci dal 2006. In gara, Lynn riuscì a salire sul podio con il suo 3º posto, il pilota debuttante meglio piazzato in classifica assoluto. Il 15 novembre 2012 fu annunciato che Lynn si sarebbe trasferito in Prema Powerteam, con cui avrebbe corso nel campionato di Formula 3 europea. Lynn ottenne il 3º posto, con 3 vittorie, 14 podi e 5 pole position, tre delle quali nella sua gara di casa a Brands Hatch.

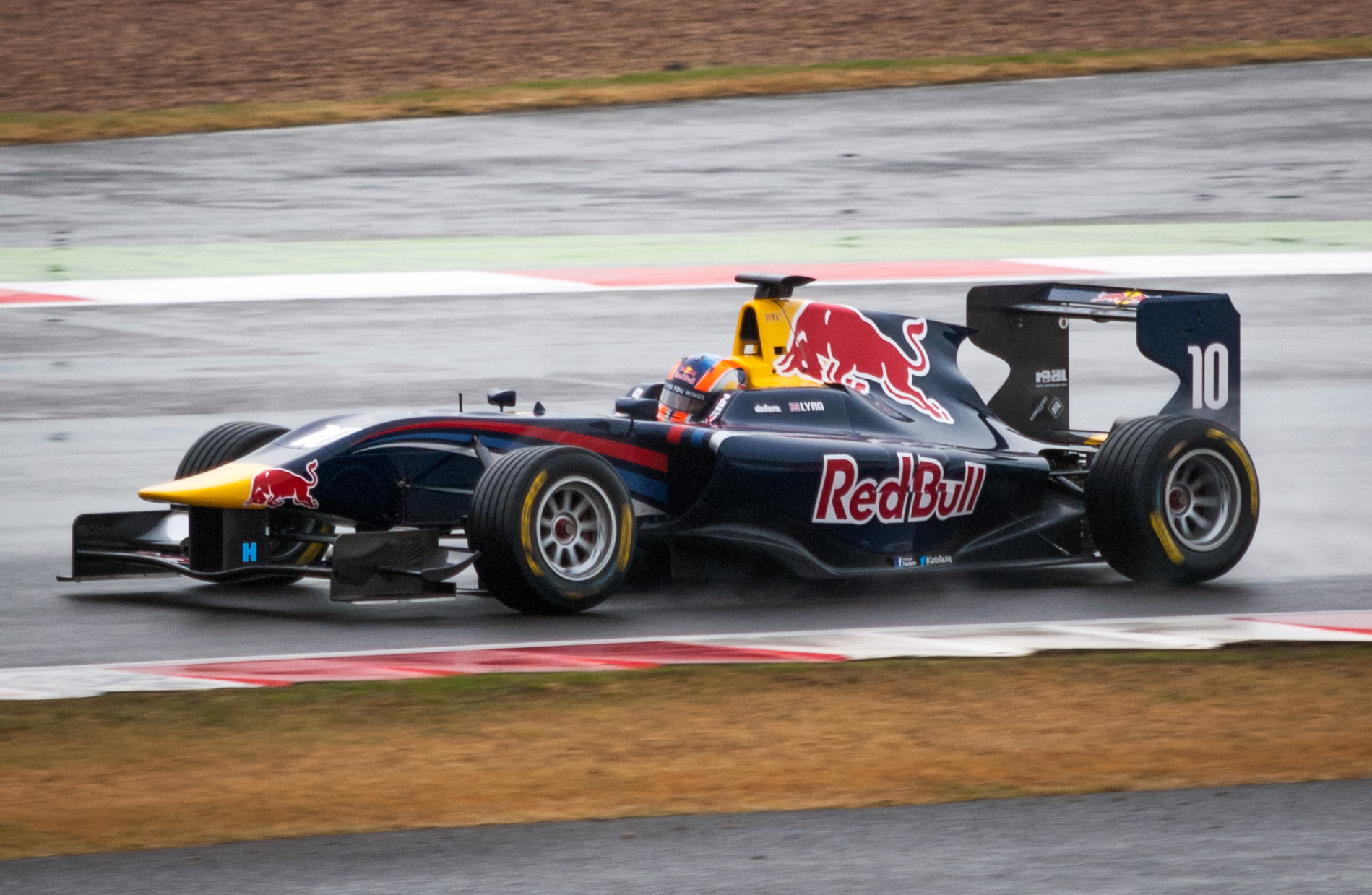
Lynn a Silverstone nel 2014.

Nel novembre 2013, Lynn tornò a Macao, per correre nuovamente il Gran Premio di Macao, stavolta con una Theodore Racing assegnata dal team Prema. Lynn vinse la gara di qualificazione, ottenendo la pole position per la gara principale, che dominò dall'inizio alla fine, divenendo il primo pilota britannico a vincere a Macao dal 2007.
Lynn partecipò al campionato di GP3 nel 2014 con Carlin Motorsport e fu inserito nel programma giovani della Red Bull, il Red Bull Junior Team. Vinse subito al debutto, in gara-1 a Barcellona dopo essere partito dalla pole. Lynn vinse nuovamente al Red Bull Ring in Austria: anche qui si assicurò la pole position, prima di assicurarsi una confortevole vittoria davanti al compagno di squadra, Emil Bernstorff. Dopo tre podi a Spa, in Belgio arriva la sua terza ed ultima vittoria stagionale. Grazie ad altri due secondi posti, a Monza e a Yas Marina Lynn si laurea campione nella serie con 44 punti di vantaggio sul secondo, Dean Stoneman.

### GP2 Series
Per la vittoria del campionato di GP3, Lynn fu premiato con un giorno di test con la ART Grand Prix di GP2. Poi, partecipò a un'ulteriore prova con Carlin. A inizio gennaio, Lynn, insieme al giovane della Red Bull Pierre Gasly, firmò per DAMS per la stagione 2015. Concluse l'anno al 6º posto, con due vittorie a Barcellona e all'Hungaroring.
Lynn restò con DAMS anche nel 2016, ottenendo 3 vittorie e ripetendo il sesto posto in classifica generale dell'anno precedente.

### Formula 1
Dopo il suo titolo di GP3, fu annunciato che Lynn avrebbe preso parte ai test di fine stagione di Formula 1 al volante di una Lotus. Il 28 gennaio 2015, Lynn fu ingaggiato come collaudatore dalla Williams, chiudendo definitivamente i propri legami con la Red Bull. Il britannico rimane legato al team Williams per due anni, sempre nel ruolo di collaudatore.

### Formula E

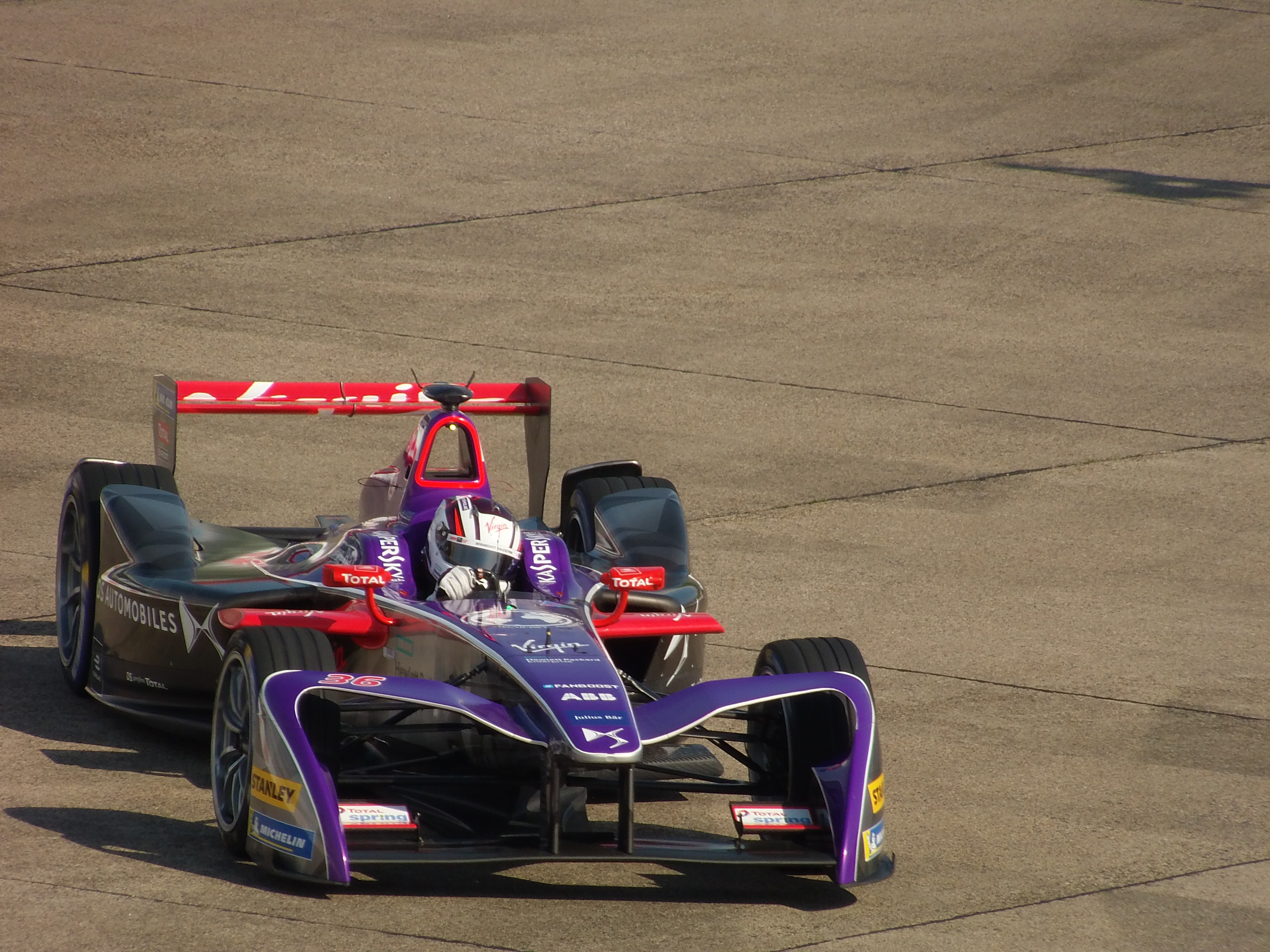
Lynn su Virgin all'E-Prix di Berlino 2018.

#### DS Virgin Racing (2016-2018)
Dopo aver preso parte alle due gare dell'E-Prix di New York 2017 con il team DS Virgin Racing in cui ha ottenuto la pole al suo esordio nella categoria, viene confermato dal team per la stagione 2017-2018. Nell'arco del campionato però ottiene soltanto 17 punti che gli valgono il sedicesimo posto finale; a seguito di ciò il team decide di non confermarlo.

#### Jaguar (2018-2019)
Nel 2019 fa il suo ritorno nella categoria per sostituire Nelson Piquet Jr. alla Jaguar Racing. Ha concluso la stagione al 18º posto collezionando 10 punti. Il 7 gennaio 2020 Lynn viene annunciato come pilota di riserva della Jaguar Racing per la stagione 2019-2020.
Mahindra (2020-2021)
Viene successivamente assunto dalla Mahindra Racing per disputare le ultime gare stagionali a Berlino. Ottiene un 5º posto come miglior risultato e 16 punti, che gli valgono la riconferma per l'intera stagione successiva da parte del team. Lynn rimane con Mahindra anche nella stagione 2020-2021. Alla seconda gara ha un brutto incidente che ferma la gara e successivamente viene portato in Ospedale. Viene poi dimesso la mattina seguente, senza aver subito particolari danni. A Valencia ottiene il suo primo podio, accompagnato dal primo giro veloce, a Londra Lynn ottiene un weekend quasi perfetto con un terzo posto in gara uno e la sua prima vittoria in gara due. Chiude la stagione al dodicesimo con 78 punti. L'anno seguente non viene confermato dal team e il pilota britannico decide di ritornare nel WEC.

### Endurance

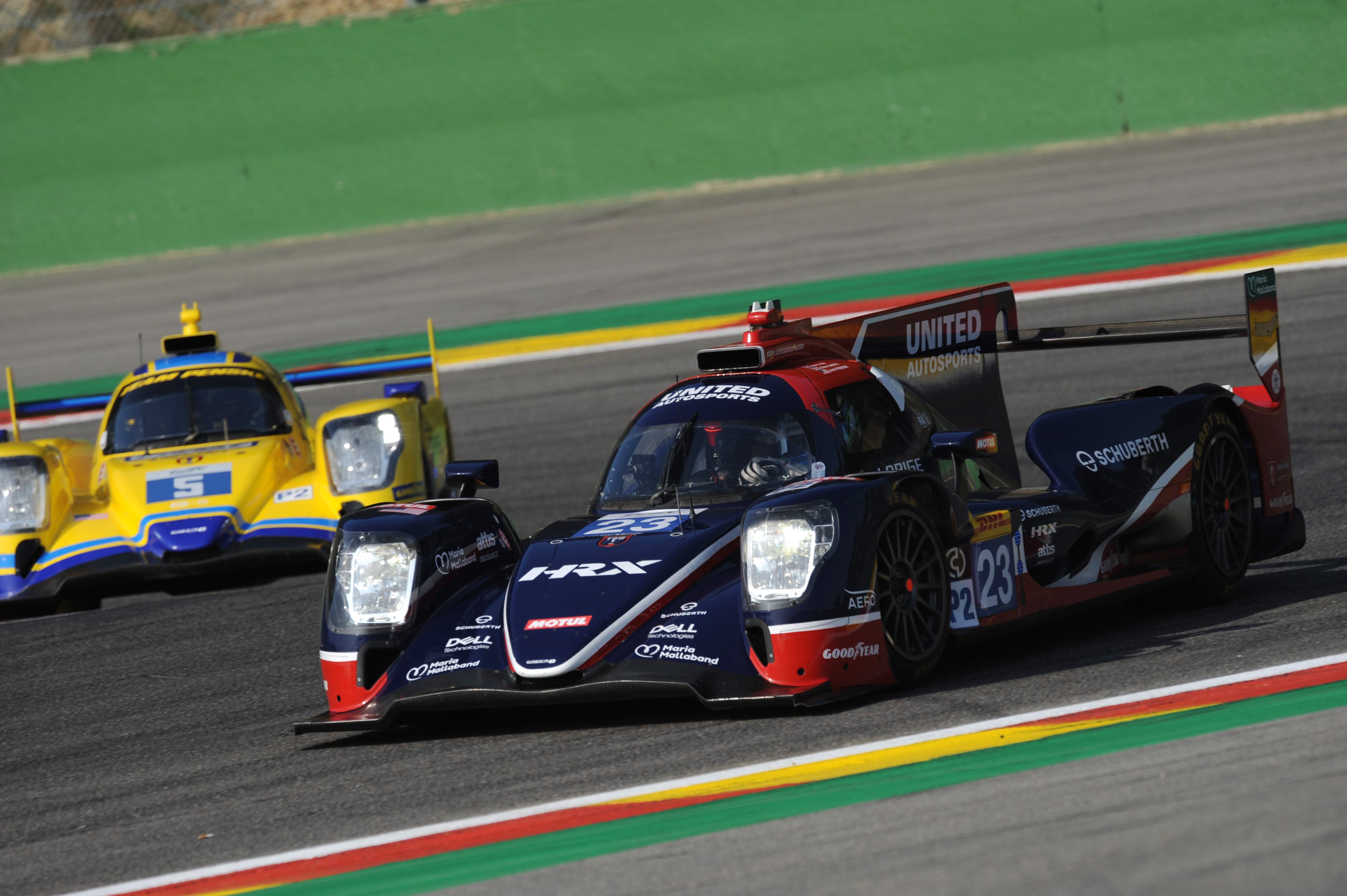
Alex Lynn durante la 6 Ore di Spa-Francorchamps nel 2022

Nel 2016 Lynn dopo aver concluso sesto in GP2, esordisce nelle ultime tre gare del Campionato del mondo endurance nella categoria LMP2con il team Manor Motorsport. L'anno seguente il britannico continua a correre part time nel campionato con il team russo G-Drive Racing. Insieme a Roman Rusinov e Pierre Thiriet ottiene la sua prima vittoria nella 6 Ore di Spa-Francorchamps. Nello stesso anno con la Cadillac DPi-V.R del team Wayne Taylor Racing vince la 12 Ore di Sebring.
Per la stagione 2018-19 del WEC passa alla classe LMGTE Pro con il team Aston Martin Racing. In due anni alla guida della Vantage AMR ottiene due vittorie di classe, tra cui la 24 Ore di Le Mans 2020. Nel 2021 lascia la serie per concentrarsi sulla Formula E.
Rimasto senza un sedile in Formula E, Lynn ritorna nell'Endurance con due progetti: nel WEC (classe LMP2) con il team di Zak Brown, United Autosports e nel Campionato IMSA WeatherTech SportsCar (classe DPi) con il team Cadillac Chip Ganassi Racing. Nella serie americana corre per la prima volta nella 24 Ore di Daytona dividendo la Cadillac DPi-V.R con Earl Bamber e due ex piloti di Formula 1, Kevin Magnussen e Marcus Ericsson. Dopo il sesto posto a Daytona, vince la 12 Ore di Sebring insieme a Bamber e Neel Jani e chiude secondo a Long Beach. Nel resto della stagione ottiene altre tre podi e chiude al quarto posto in classifica insieme a Earl Bamber.
Per la stagione 2023, il marchio Cadillac entra nel Mondiale Endurance con la nuova Cadillac V-LMDh, Alex Lynn, Earl Bamber e Richard Westbrook vengono scelti come piloti ufficiali. Nella edizione 2023 della 24 Ore di Le Mans conquistano il terzo posto assoluto dietro Ferrari e Toyota. L'equipaggio parteciperà anche alla 24 Ore di Daytona come wild card.
Nel 2024 oltre gli impegni nel WEC, Lynn si unisce al team Algarve Pro Racing correndo nella European Le Mans Series. Il pilota britannico viene confermato anche per la stagione 2025 tra i piloti della Cadillac, guidando per il team Jota.

## Risultati

### Riassunto della carriera
| Stagione  | Serie                                    | Team                    | Gare         | Vittorie     | Pole         | Gpv          | Podi         | Punti        | Pos.         |
| --------- | ---------------------------------------- | ----------------------- | ------------ | ------------ | ------------ | ------------ | ------------ | ------------ | ------------ |
| 2009      | Formula Renault britannica Winter Series | Fortec Motorsport       | 4            | 0            | 0            | 0            | 0            | 40           | 10º          |
| 2010      | Formula Renault britannica               | Fortec Motorsport       | 20           | 0            | 0            | 0            | 1            | 210          | 10º          |
| 2010      | Formula Renault britannica Winter Series | Fortec Motorsport       | 6            | 3            | 1            | 1            | 3            | 40           | 1º           |
| 2011      | Formula Renault britannica               | Fortec Motorsports      | 20           | 12           | 14           | 10           | 15           | 521          | 1º           |
| 2011      | Eurocup Formula Renault 2.0              | Fortec Motorsports      | 4            | 0            | 1            | 0            | 1            | 26           | 14º          |
| 2011      | Formula Toyota                           | Giles Motorsport        | 12           | 1            | 0            | 1            | 3            | 514          | 9º           |
| 2012      | F3 britannica                            | Fortec Motorsports      | 28           | 1            | 2            | 5            | 9            | 253          | 4º           |
| 2012      | F3 europea                               | Fortec Motorsports      | 10           | 0            | 0            | 0            | 2            | N/A          | N.C.†        |
| 2012      | Masters di Formula 3                     | Fortec Motorsports      | 1            | 0            | 0            | 0            | 0            | N/A          | 7º           |
| 2012      | Gran Premio di Macao                     | Fortec Motorsports      | 1            | 0            | 1            | 0            | 1            | N/A          | 3º           |
| 2013      | Formula Toyota                           | M2 Competition          | 15           | 3            | 4            | 3            | 9            | 803          | 2º           |
| 2013      | F3 europea                               | Prema Powerteam         | 30           | 3            | 5            | 4            | 14           | 339.5        | 3º           |
| 2013      | Masters di Formula 3                     | Prema Powerteam         | 1            | 0            | 0            | 0            | 1            | N/A          | 2º           |
| 2013      | Gran Premio di Macao                     | Theodore Racing         | 1            | 1            | 1            | 0            | 1            | N/A          | 1º           |
| 2014      | GP3 Series                               | Carlin                  | 18           | 3            | 2            | 3            | 8            | 207          | 1º           |
| 2014      | Formula 1                                | Lotus F1 Team           | Collaudatore | Collaudatore | Collaudatore | Collaudatore | Collaudatore | Collaudatore | Collaudatore |
| 2015      | GP2 Series                               | DAMS                    | 22           | 2            | 2            | 3            | 4            | 110          | 6º           |
| 2015      | Formula 1                                | Williams Martini Racing | Collaudatore | Collaudatore | Collaudatore | Collaudatore | Collaudatore | Collaudatore | Collaudatore |
| 2016      | GP2 Series                               | DAMS                    | 22           | 3            | 0            | 0            | 5            | 124          | 6º           |
| 2016      | Formula 1                                | Williams Martini Racing | Collaudatore | Collaudatore | Collaudatore | Collaudatore | Collaudatore | Collaudatore | Collaudatore |
| 2016      | Mondiale Endurance - LMP2                | Manor                   | 3            | 0            | 1            | 0            | 0            | 4,5          | 30º          |
| 2016-2017 | Formula E                                | DS Virgin Racing        | 2            | 0            | 1            | 0            | 0            | 3            | 23º          |
| 2017      | Mondiale Endurance - LMP2                | G-Drive Racing          | 5            | 1            | 3            | 0            | 1            | 54           | 15º          |
| 2017      | IMSA SportsCar - DPi                     | Wayne Taylor Racing     | 1            | 1            | 0            | 0            | 1            | 35           | 29º          |
| 2017–2018 | Formula E                                | DS Virgin Racing        | 12           | 0            | 0            | 0            | 0            | 17           | 16º          |
| 2018–2019 | Formula E                                | Jaguar Racing           | 7            | 0            | 0            | 0            | 0            | 10           | 18º          |
| 2018–2019 | Mondiale Endurance -LMGTE Pro            | Aston Martin Racing     | 8            | 1            | 0            | 0            | 1            | 66           | 8°           |
| 2019-2020 | Formula E                                | Mahindra Racing         | 6            | 0            | 0            | 0            | 0            | 16           | 17°          |
| 2019-2020 | Mondiale Endurance -LMGTE Pro            | Aston Martin Racing     | 7            | 1            | 0            | 1            | 5            | 142          | 4°           |
| 2020-2021 | Formula E                                | Mahindra Racing         | 15           | 1            | 0            | 1            | 3            | 78           | 12°          |
| 2022      | IMSA SportsCar - DPi                     | United Autosports USA   | 10           | 1            | 0            | 0            | 4            | 3191         | 4°           |
| 2022      | Mondiale Endurance - LMP2                | United Autosports USA   | 4            | 0            | 0            | 0            | 0            | 48           | 8°*          |

* stagione in corso.

† Poiché Lynn era un pilota ospite, non gli furono assegnati punti.

### Formula 3 Euro Series
(legenda) (Le gare in grassetto indicano la pole position) (Gare in corsivo indicano Gpv)
| Anno | Team              | Motore   | 1   | 2   | 3   | 4   | 5   | 6   | 7   | 8   | 9   | 10  | 11  | 12  | 13  | 14  | 15  | 16  | 17  | 18  | 19  | 20  | 21  | 22  | 23  | 24  | 25  | 26  | 27  | 28  | 29  | 30  | Punti | Pos. |
| ---- | ----------------- | -------- | --- | --- | --- | --- | --- | --- | --- | --- | --- | --- | --- | --- | --- | --- | --- | --- | --- | --- | --- | --- | --- | --- | --- | --- | --- | --- | --- | --- | --- | --- | ----- | ---- |
| 2012 | Fortec Motorsport | Mercedes | HOC | HOC | LEC | LEC | BRH | BRH | RBR | RBR | NOR | NOR | SPA | SPA | NÜR | NÜR | ZAN | ZAN | VAL | VAL | HOC | HOC |     |     |     |     |     |     |     |     |     |     | 0     | NC†  |
| 2012 | Fortec Motorsport | Mercedes | 10  | 4   | 3   | 7   |     |     |     |     | 19  | 9   | 6   | 5   |     |     |     |     |     |     | Rit | 3   |     |     |     |     |     |     |     |     |     |     | 0     | NC†  |
| 2013 | Prema Powerteam   | Mercedes | MNZ | MNZ | MNZ | SIL | SIL | SIL | HOC | HOC | HOC | BRH | BRH | BRH | RBR | RBR | RBR | NOR | NOR | NOR | NÜR | NÜR | NÜR | ZAN | ZAN | ZAN | VAL | VAL | VAL | HOC | HOC | HOC | 339.5 | 3º   |
| 2013 | Prema Powerteam   | Mercedes | 8   | 6   | 3   | 2   | 6   | 3   | 15  | 7   | 6   | 1   | 2   | Rit | 7   | 12  | 8   | 3   | 1   | 3   | 14  | 7   | 6   | 3   | 2   | 3   | 3   | 1   | 4   | 4   | 2   | 8   | 339.5 | 3º   |

† Poiché Lynn era un pilota ospite, non gli furono assegnati punti.

### GP3 Series
(legenda) (Le gare in grassetto indicano la pole position) (Gare in corsivo indicano Gpv)
| Anno | Team   | 1   | 2   | 3   | 4   | 5   | 6   | 7   | 8   | 9   | 10  | 11  | 12  | 13  | 14  | 15  | 16  | 17  | 18  | Punti | Pos. |
| ---- | ------ | --- | --- | --- | --- | --- | --- | --- | --- | --- | --- | --- | --- | --- | --- | --- | --- | --- | --- | ----- | ---- |
| 2014 | Carlin | CAT | CAT | RBR | RBR | SIL | SIL | HOC | HOC | HUN | HUN | SPA | SPA | MNZ | MNZ | SOC | SOC | YMC | YMC | 207   | 1º   |
| 2014 | Carlin | 1   | 18  | 1   | 20  | 2   | 6   | 2   | 3   | 4   | 4   | 8   | 1   | 6   | 2   | 7   | 5   | 5   | 2   | 207   | 1º   |

### GP2 Series
(legenda) (Le gare in grassetto indicano la pole position) (Gare in corsivo indicano Gpv)
| Stagione | Squadra | 1   | 2   | 3   | 4   | 5   | 6   | 7   | 8   | 9   | 10  | 11  | 12  | 13  | 14  | 15  | 16  | 17  | 18  | 19  | 20  | 21  | 22  | Punti | Pos. |
| -------- | ------- | --- | --- | --- | --- | --- | --- | --- | --- | --- | --- | --- | --- | --- | --- | --- | --- | --- | --- | --- | --- | --- | --- | ----- | ---- |
| 2015     | DAMS    | BHR | BHR | CAT | CAT | MON | MON | RBR | RBR | SIL | SIL | HUN | HUN | SPA | SPA | MNZ | MNZ | SOC | SOC | BHR | BHR | YMC | YMC | 110   | 6º   |
| 2015     | DAMS    | 19  | 15  | 5   | 1   | 13  | 11  | 3   | 20  | 5   | 6   | 1   | 9   | 1   | 8   | Rit | 10  | Rit | 10  | 8   | 3   | 8   | C   | 110   | 6º   |
| 2016     | DAMS    | CAT | CAT | MON | MON | BAK | BAK | RBR | RBR | SIL | SIL | HUN | HUN | HOC | HOC | SPA | SPA | MNZ | MNZ | SEP | SEP | YMC | YMC | 124   | 6º   |
| 2016     | DAMS    | 6   | 1   | 4   | 5   | Rit | 9   | 11  | 3   | 16  | 14  | 12  | Rit | 7   | 1   | 3   | 10  | 12  | 5   | 4   | 12  | 8   | 1   | 124   | 6º   |

### Campionato del mondo endurance
| Anno    | Squadra             | Classe    | Vettura                  | SIL | SPA | LMS | NÜR | MEX | COA | FUJ | SHA | BHR | Punti | Pos. |
| ------- | ------------------- | --------- | ------------------------ | --- | --- | --- | --- | --- | --- | --- | --- | --- | ----- | ---- |
| 2016    | Manor               | LMP2      | Oreca 05                 |     |     |     |     |     |     | 11  | 9   | 10  | 4.5   | 30º  |
| Anno    | Squadra             | Classe    | Vettura                  | SIL | SPA | LMS | NÜR | MEX | COA | FUJ | SHA | BHR | Punti | Pos. |
| 2017    | G-Drive Racing      | LMP2      | Oreca 07                 | 5   | 1   | Rit |     | 4   | 8   |     |     |     | 54    | 15º  |
| Anno    | Squadra             | Classe    | Vettura                  | SPA | LMS | SIL | FUJ | SHA | SEB | SPA | LMS |     | Punti | Pos. |
| 2018-19 | Aston Martin Racing | LMGTE Pro | Aston Martin Vantage AMR | 6   | 13  | 4   | 9   | 4   | 8   | 1   | 14  |     | 66    | 8º   |
| Anno    | Squadra             | Classe    | Vettura                  | SIL | FUJ | SHA | BHR | COA | SPA | LMS | BHR |     | Punti | Pos. |
| 2019-20 | Aston Martin Racing | LMGTE Pro | Aston Martin Vantage AMR | 3   | 3   | 4   | 3   | 4   | 3   | 1   |     |     | 142   | 4º   |
| Anno    | Squadra             | Classe    | Vettura                  | SEB | SPA | LMS | MON | FUJ | BHR |     |     |     | Punti | Pos. |
| 2022    | United Autosports   | LMP2      | Oreca 07                 |     | 6   | 5   | 5   | 5   | 2   |     |     |     | 75    | 7°   |
| Anno    | Squadra             | Classe    | Vettura                  | SEB | ALG | SPA | LMS | MON | FUJ | BHR |     |     | Punti | Pos. |
| 2023    | Cadillac Racing     | Hypercar  | Cadillac V-LMDh          | 4   | 4   | 5   | 3   | 10  | 10  | 11  |     |     | 72    | 5°   |
| Anno    | Squadra             | Classe    | Vettura                  | QAT | IMO | SPA | LMS | SÃO | COA | FUJ | BHR |     | Punti | Pos. |
| 2024    | Cadillac Racing     | Hypercar  | Cadillac V-LMDh          | SQ  | 10  | Rit | 7   | 13  | 4   | Rit | 6   |     | 26    | 20°  |
| Anno    | Squadra             | Classe    | Vettura                  | QAT | IMO | SPA | LMS | SÃO | COA | FUJ | BHR |     | Punti | Pos. |
| 2025    | Cadillac Racing     | Hypercar  | Cadillac V-LMDh          | 8   | 10  | 5   | 4   | 1   |     |     |     |     | 68*   |      |
| Legenda |                     |           |                          |     |     |     |     |     |     |     |     |     |       |      |

* Stagione in corso.

### Campionato IMSA WeatherTech SportsCar
| Anno    | Squadra             | Classe | Vettura          | 1     | 2     | 3     | 4     | 5     | 6     | 7     | 8     | 9     | 10    | Punti | Pos. |
| ------- | ------------------- | ------ | ---------------- | ----- | ----- | ----- | ----- | ----- | ----- | ----- | ----- | ----- | ----- | ----- | ---- |
| 2017    | Wayne Taylor Racing | P      | Cadillac DPi-V.R | DAY   | SEB 1 | LBH   | COA   | DET   | WGL   | MOS   | ELK   | LGA   | ATL   | 35    | 29º  |
| 2022    | Cadillac Racing     | DPi    | Cadillac DPi-V.R | DAY 6 | SEB 1 | LBH 2 | LGA 5 | MDO 4 | DET 3 | WGL 4 | MOS 4 | ROA 2 | PET 5 | 3191  | 4º   |
| 2023    | Cadillac Racing     | GTD    | Cadillac V-LMDh  | DAY 4 | SEB   | LBH   | LGA   | WGL   | MOS   | ROA   | IMS   | PET   |       | 306*  |      |
| Legenda |                     |        |                  |       |       |       |       |       |       |       |       |       |       |       |      |

*Stagione in corso.

### European Le Mans Series
| Anno    | Squadra            | Classe | Vettura  | BAR | LEC | ARA | SPA | POR | ALG | Punti | Pos. |
| ------- | ------------------ | ------ | -------- | --- | --- | --- | --- | --- | --- | ----- | ---- |
| 2023    | Algarve Pro Racing | LMP2   | Oreca 07 | 5   | 1   | 3   | 1   | 2   | 2   | 113   | 1°   |
| Anno    | Squadra            | Classe | Vettura  | BAR | LEC | IMO | SPA | MUG | ALG | Punti | Pos. |
| 2024    | Algarve Pro Racing | LMP2   | Oreca 07 | 2   | 7   | 8   | 14  | 2   | 8   | 50    | 6°   |
| Legenda |                    |        |          |     |     |     |     |     |     |       |      |

*Stagione in corso.

### 24 Ore di Le Mans
| Anno | Team                  | Co-piloti                     | Vettura                  | Classe   | Giri | Pos. Assol. | Pos. di Classe |
| ---- | --------------------- | ----------------------------- | ------------------------ | -------- | ---- | ----------- | -------------- |
| 2017 | G-Drive Racing        | Roman Rusinov Pierre Thiriet  | Oreca 07-Gibson          | LMP2     | 20   | DNF         | DNF            |
| 2018 | Aston Martin Racing   | Jonathan Adam Maxime Martin   | Aston Martin Vantage AMR | GTE Pro  | 327  | 37º         | 13º            |
| 2019 | Aston Martin Racing   | Jonathan Adam Maxime Martin   | Aston Martin Vantage AMR | GTE Pro  | 325  | 44º         | 12º            |
| 2020 | Aston Martin Racing   | Jonathan Adam Maxime Martin   | Aston Martin Vantage AMR | GTE Pro  | 346  | 20º         | 1º             |
| 2022 | United Autosports USA | Josh Pierson Oliver Jarvis    | Oreca 07-Gibson          | LMP2     | 368  | 10°         | 6°             |
| 2023 | Cadillac Racing       | Earl Bamber Richard Westbrook | Cadillac V-LMDh          | Hypercar | 340  | 3°          | 3°             |
| 2024 | Cadillac Racing       | Earl Bamber Álex Palou        | Cadillac V-LMDh          | Hypercar | 311  | 7°          | 7°             |
| 2025 | Cadillac Racing       | Norman Nato Will Stevens      | Cadillac V-LMDh          | Hypercar | 387  | 4°          | 4°             |

### Formula E
| Stagione | Squadra                 | Vettura                  | 1       | 2       | 3     | 4       | 5       | 6      | 7       | 8       | 9       | 10      | 11      | 12      | 13     | 14     | 15     | Punti | Pos. |
| -------- | ----------------------- | ------------------------ | ------- | ------- | ----- | ------- | ------- | ------ | ------- | ------- | ------- | ------- | ------- | ------- | ------ | ------ | ------ | ----- | ---- |
| 2016-17  | DS Virgin Racing        | Spark-Virgin DSV-02      | HKG     | MAR     | BNA   | MEX     | MON     | PAR    | BER     | BER     | NYC Rit | NYC Rit | MTR     | MTR     |        |        |        | 3     | 23º  |
| 2017-18  | DS Virgin Racing        | Spark-Virgin DSV-03      | HKG 8   | HKG 9   | MAR 9 | SAN Rit | MEX 10  | PDE 6  | ROM Rit | PAR 14  | BER 16  | ZUR 16  | NYC Rit | NYC 14  |        |        |        | 17    | 16º  |
| 2018-19  | Panasonic Jaguar Racing | Spark-Jaguar I-Type 3    | DIR     | MAR     | SAN   | MEX     | HKG     | SAY    | ROM 12  | PAR Rit | MON 8   | BER Rit | BRN 7   | NYC Rit | NYC 16 |        |        | 10    | 18º  |
| 2019-20  | Mahindra Racing         | Spark-Mahindra M6ELECTRO | DIR     | DIR     | SAN   | MEX     | MAR     | BER 12 | BER 11  | BER 17  | BER 9   | BER 5   | BER 9   |         |        |        |        | 14    | 17º  |
| 2020-21  | Mahindra Racing         | Spark-Mahindra M7ELECTRO | DIR Rit | DIR Rit | ROM 8 | ROM 17  | VAL SQG | VAL 3  | MON 9   | PUE 10  | PUE 6   | NYC 11  | NYC 9   | LON 3   | LON 1  | BER 20 | BER 13 | 78    | 12º  |

| Legenda | 1º posto                | 2º posto        | 3º posto            | A punti      | Senza punti | Grassetto=Pole position Corsivo=Giro più veloce |
| Legenda | Solo prove/Terzo pilota | Non qualificato | Ritirato/Non class. | Squalificato | Non partito | Grassetto=Pole position Corsivo=Giro più veloce |

- G: Pilota col giro più veloce nel gruppo di qualifica.
- *: Fanboost, Stagione in corso.